# اتفاق مقاطعة ناكورو للسلام
يشير اتفاق مقاطعة ناكورو للسلام (أو «اتفاق سلام الوادي المتصدع») إلى اتفاقية السلام الموقعة في 19 أغسطس 2012 بين شيوخ أجيكويو (انظر أيضًا كيكويو) ومجتمعات كالينجين بالإضافة إلى الجماعات العرقية الأخرى في كينيا
تم توقيع الاتفاقية في أعقاب عملية سلام استمرت 16 شهرًا بقيادة اللجنة الوطنية للتماسك والتكامل (NCIC) لمعالجة مصادر النزاع العرقي وتاريخ العنف في منطقة الوادي المتصدع في كينيا. كان يُنظر إلى مقاطعة ناكورو كمركز للعنف في أعقاب كارثه الانتخابات الرئاسية المتنازع عليها عام 2007 والتي خلفت أكثر من 1100 قتيل وأكثر من 350 الف نازح في جميع أنحاء البلاد.
وبموجب الاتفاق وقّع شيوخ أغيكويو وكالينجين اعترافًا رسميًا بالعنف السابق والكراهية بين المجتمعات، ووضعت قواعد سلوكية للمجتمعات في مقاطعه ناكورو ومجموعة من إجراءات المتابعة الواجب اتخاذها والالتزام بحل النزاعات. تم التوقيع على الاتفاق من قبل المجتمعات المحلية كاتفاق لمنع العنف في المستقبل.

## العرق والعنف الانتخابي في كينيا
يعيش في كينيا ما يقدر بنحو 42 مجتمعًا عرقيًا أساسًا من عائلات اللغات البانتو والنيلوسية والتشوانية.تجسد الوعي العرقي وتصلب في ظل الحكم الاستعماري البريطاني (1895 - 1963) والذي وهب الإثنية كظاهرة اجتماعية ذات أهمية في التسلسل الهرمي الاجتماعي. ترك النفوذ الاستعماري البريطاني اثنين من الموروثات المرتبطة بالعرق: مظالم الأرض وسياسة المحسوبية.
بموجب السياسات الاستعمارية البريطانية صادر سكان «المستوطنين البيض» ما يقرب من 20 ٪ من الأراضي الزراعية الأكثر إنتاجية في كينيا من المجتمعات المحلية. تسببت هذه السياسة في نزوح عدد كبير من المواطنين الكينيين، في تدفق العمال المهاجرين كما ليس في السابق من المرتفعات وأدى إلى إنشاء المستوطنات العشوائية.
في الجزء الأول من القرن العشرين اكتسبت دعوات الحرية وإعادة توزيع الأراضي زخماً يؤدي جزئياً إلى انتفاضة عرفت باسم ماو ماو (1952-1960)، وفي النهاية إلى خطط إعادة توزيع الأراضي المختلفة من قبل الإدارة الاستعمارية قبل الاستقلال عام 1963. سعت هذه المخططات المعروفة باسم مخطط فدان لشراء مساحات كبيرة من الأراضي من المستوطنين لأغراض تسوية العشوائيات في المنطقة. اتخذ المخطط طابعًا إثنيًا لأنه يعكس تركيبة المجتمعات الإثنية في كينيا، وخاصة تكوين الأحياء العشوائية؛ مما أدى إلى استقرار عدد كبير من مستقطعي الكيكويو في مناطق من الوادى المتصدع
بعد الاستقلال في عام 1963 استخدمت النخبة في ظل نظام جومو كينياتا مواقعهم لإعادة توزيع الأراضي وشراء سندات ملكية الأراضي. استفادت البيئة من النخب وأولئك الذين لديهم إمكانية الوصول إلى التعاونيات في الأراضي، في الوقت الذي حرمت فيه تلك المجتمعات من دون حقوق ملكية مجتمعية معترف بها ودون الوصول إلى نظام كينيات. في جزء من منطقة وادي ريفت كيكويو المجتمعات التي استقرت في الأراضي التي كانت تقطنها في السابق مجموعات عرقية أخرى، وهي كالينجين وماساي.
نمت سياسة المحسوبية العرقية في كينيا ما بعد الاستعمار؛ حيث أصبحت الدولة الأداة الرئيسية للحراك الاجتماعي والاقتصادي في السباق على الموارد والوصول إلى السلطة. أدى ذلك إلى نظام من شأنه أن يرسخ ويثري بعض الجماعات العرقية مع وضع حواجز أمام وصول الآخرين. أدى هيكل عدم المساواة في الوصول إلى زيادة التوترات بين مختلف الأعراق؛ لكن العنف العرقي المسيس تم ترويضه إلى حد كبير تحت حكم الحزب الواحد بحكم الأمر الواقع.
ومع ذلك فمنذ عام 1991 والعودة إلى الديمقراطية متعددة الأحزاب، تم غمس الخصومات العرقية القديمة لتحقيق مكاسب سياسية تؤدي إلى عنف عرقي في كل انتخابات خلال العقدين المقبلين.

## 2007-2008 عنف ما بعد الانتخابات
في 30 ديسمبر 2007 أعلنت اللجنة الانتخابية في كينيا مواي كيباكي من حزب الوحدة الوطنية (PNU) كفائز في الانتخابات الرئاسية الكينية، وسط تقارير من مراقبين دوليين بأن فرز الأصوات وتجميع الأصوات قد تم التلاعب بها.
يبدو أن العنف الأولي كان نتيجة استجابة تلقائية للاحتيال المزعوم في الانتخابات؛ مما أدى سريعًا إلى الهجمات في مناطق معقل الحركة الديمقراطية البرتقالية (الأحياء الفقيرة في نيروبي وإلدوريت وكيسومو ومومباسا) ضد كيكويوس الذين يُفترض أنهم من مؤيدي الحزب الوطني التقدمي. في الأسابيع التالية، اتخذ العنف بعدًا عرقيًا حيث قام السياسيون ورجال الأعمال وغيرهم بالتخطيط والتنظيم لاستخدام العصابات الإجرامية لتنفيذ الهجمات.بين 27 ديسمبر 2007 و29 فبراير 2008 ، سجلت 1113 حالة وفاة من قبل لجنة التحقيق في أحداث العنف التي أعقبت الانتخابات، وتم الإبلاغ عن 744 منهم من مقاطعة وادي ريفت.

## عملية الحوار والمصالحة الوطنية الكينية (KNDR) وإنشاء NCIC
تشير عملية الحوار والمصالحة الوطنية الكينية (KNDR) إلى سلسلة من الاتفاقات التي توسطت فيها لجنة الاتحاد الأفريقي للشخصيات الإفريقية البارزة بين الرئيس مواي كيباكي والمرشح المعارض رايلا أودينغا. بدأت اللجنة، برئاسة الأمين العام السابق للأمم المتحدة كوفي عنان ، مفاوضات رسمية بين مديري المدارس في 29 يناير 2008 والتي ستستمر لمناقشة أربعة بنود في جدول الأعمال:
1- إجراءات فورية لوقف العنف واستعادة الحقوق / الحريات.
  2- اتخاذ تدابير فورية لمعالجة الأزمة الإنسانية وتعزيز المصالحة.
   3- كيفية التغلب على الأزمة السياسية والقضايا والحلول طويلة الأجل، مثل إصلاح الأراضي وعدم المساواة والتماسك الوطني والمساءلة والإصلاح الدستوري.
في 28 فبراير 2008 وقّع كيباكي وأودينغا اتفاقية لتركيب حكومة انتقالية لتقاسم السلطة وإنهاء الأزمة السياسية المباشرة وتمهيد الطريق لتشريعات مثل قانون الوفاق الوطني والمصالحة (2008). وقانون التماسك والتكامل الوطني (2008) أنشأ هذا القانون الأخير اللجنة الوطنية للتماسك والتكامل (NCIC) للاضطلاع بأنشطة للقضاء على التمييز ولتعزيز المساواة والتعايش السلمي بين مختلف الطوائف العرقية والإثنية في كينيا